# والتر کین
والتر استنلی کین (انگلیسی: Walter Stanley Keane؛ ۷ اکتبر ۱۹۱۵ – ۲۷ دسامبر ۲۰۰۰) سارق آثار ادبی اهل ایالات متحده بود که در دههٔ ۱۹۶۰ به‌عنوان نقاش مدعی مجموعه‌ای از نقاشی‌های بسیار بازنشرشده که موضوعات آسیب‌پذیر را با چشمانی عظیم به تصویر می‌کشید، به شهرت رسید. امروزه این نقاشی‌ها به‌عنوان اثر همسرش مارگارت کین پذیرفته شده‌است. هنگامی که مارگارت کین طرف ماجرا را گفت، او با انتشار مقاله‌ای در روزنامهٔ یواس‌ای تودی که دوباره ادعا می‌کرد او خالق این نقاشی‌ها است، تلافی کرد.
در سال ۱۹۸۶، مارگارت کین از والتر و یواس‌ای تودی شکایت کرد. در شکایت افترای بعدی، قاضی از اصحاب دعوا خواست که نقاشی را در دادگاه بکشند، اما والتر به دلیل درد شانه نپذیرفت. سپس مارگارت در ۵۳ دقیقه یک نقاشی برای هیئت منصفه کشید. هیئت منصفه به مارگارت غرامت ۴ میلیون دلاری پرداخت کرد.